# Mudigere, Tumkur
Mudigere là một làng thuộc tehsil Tumkur, huyện Tumkur, bang Karnataka, Ấn Độ.